# شهرستان چونان
شهرستان چونان (به لاتین: Chun'an County) یک منطقهٔ مسکونی در چین است که در هانگژو واقع شده‌است.